# Mistrovství Evropy ve fotbale hráčů do 21 let 2019 – soupisky
Soupisky na Mistrovství Evropy ve fotbale hráčů do 21 let 2019, které se hrálo v Itálii a San Marinu.
| Zlato                | Stříbro            | Bronz              | Bronz               |
| -------------------- | ------------------ | ------------------ | ------------------- |
| Španělsko • Soupiska | Německo • Soupiska | Francie • Soupiska | Rumunsko • Soupiska |

## Skupina A

### Itálie
Hlavní trenér:  Luigi Di Biagio
| Jméno              | Datum narození     | Klub               |
| Brankáři           | Brankáři           | Brankáři           |
| ------------------ | ------------------ | ------------------ |
| Emil Audero        | 18. ledna 1997     | UC Sampdoria       |
| Lorenzo Montipò    | 20. února 1996     | Benevento Calcio   |
| Alex Meret         | 22. března 1997    | SSC Neapol         |
| Obránci            |                    |                    |
| Arturo Calabresi   | 17. března 1996    | Bologna FC 1909    |
| Giuseppe Pezzella  | 29. listopadu 1997 | Janov CFC          |
| Kevin Bonifazi     | 19. května 1996    | S.P.A.L.           |
| Alessandro Bastoni | 13. dubna 1999     | Parma Calcio 1913  |
| Federico Dimarco   | 10. listopadu 1997 | Parma Calcio 1913  |
| Gianluca Mancini   | 17. dubna 1996     | Atalanta BC        |
| Claud Adjapong     | 6. května 1998     | US Sassuolo Calcio |
| Filippo Romagna    | 26. května 1997    | Cagliari Calcio    |
| Záložníci          |                    |                    |
| Sandro Tonali      | 8. května 2000     | Brescia Calcio     |
| Lorenzo Pellegrini | 19. června 1996    | AS Řím             |
| Nicolò Zaniolo     | 2. července 1999   | AS Řím             |
| Rolando Mandragora | 29. června 1997    | Udinese Calcio     |
| Nicolò Barella     | 7. února 1997      | Cagliari Calcio    |
| Manuel Locatelli   | 8. ledna 1998      | US Sassuolo Calcio |
| Alessandro Murgia  | 9. srpna 1996      | S.P.A.L.           |
| Útočníci           |                    |                    |
| Patrick Cutrone    | 3. ledna 1998      | AC Milán           |
| Riccardo Orsolini  | 24. ledna 1997     | Bologna FC 1909    |
| Federico Chiesa    | 25. října 1997     | ACF Fiorentina     |
| Federico Bonazzoli | 21. května 1997    | Calcio Padova      |
| Moise Kean         | 28. února 2000     | Juventus FC        |

### Španělsko
Hlavní trenér:  Luis de la Fuente
| Jméno                 | Datum narození     | Klub               |
| Brankáři              | Brankáři           | Brankáři           |
| --------------------- | ------------------ | ------------------ |
| Antonio Sivera        | 11. srpna 1996     | Deportivo Alavés   |
| Unai Simón            | 11. června 1997    | Athletic Bilbao    |
| Dani Martín           | 8. července 1998   | Sporting de Gijón  |
| Obránci               |                    |                    |
| Jesús Vallejo         | 5. ledna 1997      | Real Madrid        |
| Aarón Martín          | 22. dubna 1997     | 1. FSV Mainz 05    |
| Jorge Meré            | 17. dubna 1997     | 1. FC Köln         |
| Unai Núñez            | 30. ledna 1997     | Athletic Bilbao    |
| Martín Aguirregabiria | 10. května 1996    | Deportivo Alavés   |
| Pol Lirola            | 13. srpna 1997     | US Sassuolo Calcio |
| Junior Firpo          | 22. srpna 1996     | Real Betis         |
| Záložníci             |                    |                    |
| Fabián Ruiz           | 3. dubna 1996      | SSC Neapol         |
| Carlos Soler          | 2. ledna 1997      | Valencia CF        |
| Mikel Merino          | 22. června 1996    | Real Sociedad      |
| Dani Ceballos         | 7. srpna 1996      | Real Madrid        |
| Igor Zubeldia         | 30. března 1997    | Real Sociedad      |
| Alfonso Pedraza       | 9. dubna 1996      | Villarreal CF      |
| Dani Olmo             | 7. května 1998     | GNK Dinamo Záhřeb  |
| Marc Roca             | 26. listopadu 1996 | RCD Espanyol       |
| Pablo Fornals         | 22. února 1996     | Villarreal CF      |
| Útočníci              |                    |                    |
| Borja Mayoral         | 5. dubna 1997      | Levante UD         |
| Mikel Oyarzabal       | 21. dubna 1997     | Real Sociedad      |
| Manu Vallejo          | 14. února 1997     | Cádiz CF           |
| Rafa Mir              | 18. června 1997    | UD Las Palmas      |

### Polsko
Hlavní trenér:  Czesław Michniewicz
| Jméno               | Datum narození    | Klub                       |
| Brankáři            | Brankáři          | Brankáři                   |
| ------------------- | ----------------- | -------------------------- |
| Kamil Grabara       | 8. ledna 1999     | Aarhus GF                  |
| Mateusz Lis         | 27. února 1997    | Wisla Krakov               |
| Tomasz Loska        | 26. ledna 1996    | Górnik Zabrze              |
| Obránci             |                   |                            |
| Kamil Pestka        | 22. srpna 1998    | MZKS Chrobry Głogów        |
| Mateusz Wieteska    | 11. února 1997    | Legia Warszawa             |
| Paweł Bochniewicz   | 30. ledna 1996    | Górnik Zabrze              |
| Krystian Bielik     | 4. ledna 1998     | Charlton Athletic FC       |
| Dominik Jończy      | 17. května 1997   | Podbeskidzie Bielsko-Biała |
| Robert Gumny        | 4. června 1998    | Lech Poznań                |
| Karol Fila          | 13. června 1998   | Lechia Gdańsk              |
| Záložníci           |                   |                            |
| Przemysław Płacheta | 23. března 1998   | Podbeskidzie Bielsko-Biała |
| Szymon Żurkowski    | 25. září 1997     | Górnik Zabrze              |
| Jakub Piotrowski    | 4. října 1997     | KRC Genk                   |
| Sebastian Szymański | 10. května 1999   | Legia Warszawa             |
| Mateusz Wdowiak     | 28. srpna 1996    | Cracovia                   |
| Patryk Dziczek      | 25. února 1998    | Piast Gliwice              |
| Kamil Jóźwiak       | 22. dubna 1998    | Lech Poznań                |
| Filip Jagiełło      | 8. srpna 1997     | Zagłębie Lubin             |
| Konrad Michalak     | 19. září 1997     | Lechia Gdańsk              |
| Útočníci            |                   |                            |
| Dawid Kownacki      | 14. března 1997   | Fortuna Düsseldorf         |
| Karol Świderski     | 23. ledna 1997    | PAOK Soluň                 |
| Adam Buksa          | 12. července 1996 | Pogoń Szczecin             |
| Paweł Tomczyk       | 4. května 1998    | Piast Gliwice              |

### Belgie
Hlavní trenér:  Johan Walem
| Jméno               | Datum narození     | Klub                  |
| Brankáři            | Brankáři           | Brankáři              |
| ------------------- | ------------------ | --------------------- |
| Nordin Jackers      | 5. září 1997       | KRC Genk              |
| Ortwin De Wolf      | 23. dubna 1996     | KSC Lokeren           |
| Jens Teunckens      | 30. ledna 1998     | Royal Antwerp FC      |
| Obránci             |                    |                       |
| Dion Cools          | 4. června 1996     | Club Brugge KV        |
| Sebastiaan Bornauw  | 22. března 1999    | RSC Anderlecht        |
| Wout Faes           | 3. dubna 1998      | KV Oostende           |
| Casper De Norre     | 7. února 1997      | KRC Genk              |
| Rocky Bushiri       | 30. listopadu 1999 | KAS Eupen             |
| Jur Schryvers       | 11. března 1997    | Waasland-Beveren      |
| Elias Cobbaut       | 24. listopadu 1997 | RSC Anderlecht        |
| Záložníci           |                    |                       |
| Samuel Bastien      | 26. září 1996      | Standard Lutych       |
| Bryan Heynen        | 6. února 1997      | KRC Genk              |
| Stéphane Oméonga    | 27. března 1996    | Janov CFC             |
| Alexis De Sart      | 12. listopadu 1996 | K. Sint-Truidense VV  |
| Yari Verschaeren    | 12. července 2001  | RSC Anderlecht        |
| Alexis Saelemaekers | 27. června 1999    | RSC Anderlecht        |
| Dries Wouters       | 28. ledna 1997     | KRC Genk              |
| Orel Mangala        | 18. března 1998    | Hamburger SV          |
| Útočníci            |                    |                       |
| Isaac Mbenza        | 8. března 1996     | Huddersfield Town AFC |
| Aaron Leya Iseka    | 15. listopadu 1997 | Toulouse FC           |
| Siebe Schrijvers    | 18. července 1996  | Club Brugge KV        |
| Dodi Lukebakio      | 24. září 1997      | Fortuna Düsseldorf    |
| Francis Amuzu       | 23. srpna 1999     | RSC Anderlecht        |

## Skupina B

### Německo
Hlavní trenér:  Stefan Kuntz
| Jméno                  | Datum narození     | Klub                     |
| Brankáři               | Brankáři           | Brankáři                 |
| ---------------------- | ------------------ | ------------------------ |
| Alexander Nübel        | 30. září 1996      | FC Schalke 04            |
| Florian Müller         | 13. listopadu 1997 | 1. FSV Mainz 05          |
| Markus Schubert        | 12. června 1998    | Dynamo Drážďany          |
| Obránci                |                    |                          |
| Benjamin Henrichs      | 23. února 1997     | AS Monaco FC             |
| Lukas Klostermann      | 3. června 1996     | RB Leipzig               |
| Jonathan Tah           | 11. února 1996     | Bayer 04 Leverkusen      |
| Timo Baumgartl         | 4. března 1996     | VfB Stuttgart            |
| Maximilian Mittelstädt | 18. března 1997    | Hertha BSC               |
| Waldemar Anton         | 20. července 1996  | Hannover 96              |
| Felix Uduokhai         | 9. září 1997       | VfL Wolfsburg            |
| Robin Koch             | 17. června 1996    | SC Freiburg              |
| Záložníci              |                    |                          |
| Maximilian Eggestein   | 8. prosince 1996   | Werder Brémy             |
| Levin Öztunalı         | 15. března 1996    | 1. FSV Mainz 05          |
| Mahmoud Dahoud         | 1. ledna 1996      | Borussia Dortmund        |
| Suat Serdar            | 11. dubna 1997     | FC Schalke 04            |
| Nadiem Amiri           | 27. října 1996     | TSG 1899 Hoffenheim      |
| Florian Neuhaus        | 16. března 1997    | Borussia Mönchengladbach |
| Arne Maier             | 8. ledna 1999      | Hertha BSC               |
| Eduard Löwen           | 28. ledna 1997     | 1. FC Norimberk          |
| Útočníci               |                    |                          |
| Lukas Nmecha           | 14. prosince 1998  | Preston North End FC     |
| Luca Waldschmidt       | 19. května 1996    | SC Freiburg              |
| Marco Richter          | 24. listopadu 1997 | FC Augsburg              |
| Johannes Eggestein     | 8. května 1998     | Werder Brémy             |

### Dánsko
Hlavní trenér:  Niels Frederiksen
| Jméno                 | Datum narození    | Klub                     |
| Brankáři              | Brankáři          | Brankáři                 |
| --------------------- | ----------------- | ------------------------ |
| Daniel Iversen        | 19. července 1997 | Oldham Athletic AFC      |
| Peter Vindahl Jensen  | 16. února 1998    | FC Nordsjælland          |
| Oskar Snorre          | 26. ledna 1999    | Lyngby Boldklub          |
| Obránci               |                   |                          |
| Rasmus Kristensen     | 11. července 1997 | AFC Ajax                 |
| Jacob Rasmussen       | 28. května 1997   | Empoli FC                |
| Jonas Bager           | 18. července 1996 | Randers FC               |
| Victor Nelsson        | 14. října 1998    | FC Nordsjælland          |
| Asger Sørensen        | 5. června 1996    | SSV Jahn Regensburg      |
| Mads Valentin         | 1. září 1996      | FC Nordsjælland          |
| Joakim Mæhle          | 20. května 1997   | KRC Genk                 |
| Andreas Poulsen       | 13. října 1999    | Borussia Mönchengladbach |
| Záložníci             |                   |                          |
| Philip Billing        | 11. června 1996   | Huddersfield Town AFC    |
| Mikkel Duelund        | 29. června 1997   | FK Dynamo Kyjev          |
| Mathias Jensen        | 1. ledna 1996     | Celta de Vigo            |
| Robert Skov           | 20. května 1996   | FC Kodaň                 |
| Jacob Bruun Larsen    | 19. září 1998     | Borussia Dortmund        |
| Oliver Abildgaard     | 10. června 1996   | Aalborg Boldspilklub     |
| Magnus Kofod Andersen | 10. května 1999   | FC Nordsjælland          |
| Jens Stage            | 8. listopadu 1996 | Aarhus GF                |
| Útočníci              |                   |                          |
| Marcus Ingvartsen     | 4. ledna 1996     | KRC Genk                 |
| Anders Dreyer         | 2. května 1998    | St. Mirren FC            |
| Andreas Skov Olsen    | 29. prosince 1999 | FC Nordsjælland          |
| Jonas Wind            | 7. února 1999     | FC Kodaň                 |

### Srbsko
Hlavní trenér:  Goran Đorović
| Jméno              | Datum narození     | Klub                     |
| Brankáři           | Brankáři           | Brankáři                 |
| ------------------ | ------------------ | ------------------------ |
| Boris Radunović    | 16. května 1996    | US Cremonese             |
| Dragan Rosić       | 15. listopadu 1996 | FK Mladost Lučani        |
| Miloš Ostojić      | 21. dubna 1996     | FK Spartak Subotica      |
| Obránci            |                    |                          |
| Milan Gajić        | 28. ledna 1996     | FK Crvena zvezda         |
| Aleksa Terzić      | 17. srpna 1999     | RFK Grafičar Bělehrad    |
| Nikola Milenković  | 12. října 1997     | ACF Fiorentina           |
| Erhan Mašović      | 22. listopadu 1998 | AS Trenčín               |
| Miroslav Bogosavac | 14. října 1996     | FK Čukarički             |
| Vukašin Jovanović  | 17. května 1996    | FC Girondins de Bordeaux |
| Svetozar Marković  | 23. března 2000    | FK Partizan              |
| Srđan Babić        | 22. dubna 1996     | FK Crvena zvezda         |
| Záložníci          |                    |                          |
| Uroš Račić         | 17. března 1998    | CD Tenerife              |
| Danilo Pantić      | 26. října 1996     | FK Partizan              |
| Andrija Živković   | 11. července 1996  | Benfica Lisabon          |
| Luka Adžić         | 17. září 1998      | RSC Anderlecht           |
| Lazar Ranđelović   | 5. srpna 1997      | FK Radnički Niš          |
| Saša Lukić         | 13. srpna 1996     | Turín FC                 |
| Útočníci           |                    |                          |
| Nemanja Radonjić   | 15. února 1996     | Olympique Marseille      |
| Luka Jović         | 23. prosince 1997  | Eintracht Frankfurt      |
| Ivan Šaponjić      | 2. srpna 1997      | Benfica Lisabon          |
| Dejan Joveljić     | 7. srpna 1999      | FK Crvena zvezda         |
| Igor Zlatanović    | 10. února 1998     | FK Radnik Surdulica      |
| Aleksandar Lutovac | 28. června 1997    | FK Partizan              |

### Rakousko
Hlavní trenér:  Werner Gregoritsch
| Jméno                 | Datum narození    | Klub                     |
| Brankáři              | Brankáři          | Brankáři                 |
| --------------------- | ----------------- | ------------------------ |
| Johannes Kreidl       | 7. března 1996    | SV Ried                  |
| Patrick Pentz         | 2. ledna 1997     | FK Austria Vídeň         |
| Alexander Schlager    | 1. února 1996     | LASK                     |
| Obránci               |                   |                          |
| Marco Friedl          | 16. března 1998   | Werder Brémy             |
| Stefan Posch          | 14. května 1997   | TSG 1899 Hoffenheim      |
| Philipp Lienhart      | 11. července 1996 | SC Freiburg              |
| Petar Gluhakovic      | 25. března 1996   | FK Austria Vídeň         |
| Maximilian Ullmann    | 17. června 1996   | LASK                     |
| Dario Maresic         | 29. září 1999     | SK Sturm Graz            |
| Sandro Ingolitsch     | 18. dubna 1997    | SKN St. Pölten           |
| Záložníci             |                   |                          |
| Emir Karic            | 9. června 1997    | SCR Altach               |
| Kevin Danso           | 19. září 1998     | FC Augsburg              |
| Xaver Schlager        | 28. září 1997     | FC Red Bull Salzburg     |
| Mathias Honsak        | 20. prosince 1996 | Holstein Kiel            |
| Husein Balić          | 15. července 1996 | SKN St. Pölten           |
| Ivan Ljubic           | 7. července 1996  | SK Sturm Graz            |
| Dejan Ljubičić        | 8. října 1997     | SK Rapid Vídeň           |
| Hannes Wolf           | 16. dubna 1999    | FC Red Bull Salzburg     |
| Christoph Baumgartner | 1. srpna 1999     | TSG 1899 Hoffenheim      |
| Sascha Horvath        | 22. srpna 1996    | FC Swarovski Tirol       |
| Útočníci              |                   |                          |
| Adrian Grbić          | 4. srpna 1996     | SCR Altach               |
| Marko Kvasina         | 20. prosince 1996 | SV Mattersburg           |
| Saša Kalajdžić        | 7. července 1997  | FC Admira Wacker Mödling |

## Skupina C

### Anglie
Hlavní trenér:  Aidy Boothroyd
| Jméno                 | Datum narození     | Klub                       |
| Brankáři              | Brankáři           | Brankáři                   |
| --------------------- | ------------------ | -------------------------- |
| Dean Henderson        | 12. března 1997    | Sheffield United FC        |
| Angus Gunn            | 22. ledna 1996     | Southampton FC             |
| Freddie Woodman       | 4. března 1997     | Newcastle United FC        |
| Obránci               |                    |                            |
| Aaron Wan-Bissaka     | 26. listopadu 1997 | Crystal Palace FC          |
| Jay Dasilva           | 22. dubna 1998     | Bristol City FC            |
| Jake Clarke-Salter    | 22. září 1997      | Vitesse                    |
| Fikayo Tomori         | 19. prosince 1997  | Derby County FC            |
| Jonjoe Kenny          | 15. března 1997    | Everton FC                 |
| Lloyd Kelly           | 1. října 1998      | Bristol City FC            |
| Ezri Konsa            | 23. října 1997     | Brentford FC               |
| Záložníci             |                    |                            |
| Kieran Dowell         | 10. října 1997     | Sheffield United FC        |
| James Maddison        | 23. listopadu 1996 | Leicester City FC          |
| Phil Foden            | 28. května 2000    | Manchester City FC         |
| Ryan Sessegnon        | 18. května 2000    | Fulham FC                  |
| Hamza Choudhury       | 1. října 1997      | Leicester City FC          |
| Harvey Barnes         | 9. prosince 1997   | Leicester City FC          |
| Mason Mount           | 10. ledna 1999     | Derby County FC            |
| Morgan Gibbs-White    | 27. ledna 2000     | Wolverhampton Wanderers FC |
| Útočníci              |                    |                            |
| Demarai Gray          | 28. června 1996    | Leicester City FC          |
| Dominic Solanke       | 14. září 1997      | AFC Bournemouth            |
| Dominic Calvert-Lewin | 16. března 1997    | Everton FC                 |
| Reiss Nelson          | 10. prosince 1999  | TSG 1899 Hoffenheim        |
| Tammy Abraham         | 2. října 1997      | Aston Villa FC             |

### Francie
Hlavní trenér:  Sylvain Ripoll
| Jméno                | Datum narození    | Klub                   |
| Brankáři             | Brankáři          | Brankáři               |
| -------------------- | ----------------- | ---------------------- |
| Gautier Larsonneur   | 23. února 1997    | Stade Brestois         |
| Maxence Prévot       | 9. dubna 1997     | FC Sochaux-Montbéliard |
| Paul Bernardoni      | 18. dubna 1997    | Nîmes Olympique        |
| Obránci              |                   |                        |
| Kelvin Amian         | 8. února 1998     | Toulouse FC            |
| Fodé Ballo-Touré     | 3. ledna 1997     | AS Monaco FC           |
| Ibrahima Konaté      | 25. května 1999   | RB Leipzig             |
| Dayot Upamecano      | 27. října 1998    | RB Leipzig             |
| Colin Dagba          | 9. září 1998      | Paris Saint-Germain FC |
| Malang Sarr          | 23. ledna 1999    | OGC Nice               |
| Moussa Niakhaté      | 8. března 1996    | 1. FSV Mainz 05        |
| Anthony Caci         | 1. července 1997  | RC Strasbourg Alsace   |
| Záložníci            |                   |                        |
| Lucas Tousart        | 29. dubna 1997    | Olympique Lyon         |
| Romain Del Castillo  | 29. března 1996   | Stade Rennais FC       |
| Houssem Aouar        | 30. června 1998   | Olympique Lyon         |
| Matteo Guendouzi     | 14. dubna 1999    | Arsenal FC             |
| Ibrahima Sissoko     | 27. října 1997    | RC Strasbourg Alsace   |
| Olivier Ntcham       | 9. února 1996     | Celtic FC              |
| Jeff Reine-Adélaïde  | 17. ledna 1998    | Angers SCO             |
| Útočníci             |                   |                        |
| Moussa Dembélé       | 12. července 1996 | Olympique Lyon         |
| Jean-Philippe Mateta | 28. června 1997   | 1. FSV Mainz 05        |
| Jonathan Ikoné       | 2. května 1998    | Lille OSC              |
| Jonathan Bamba       | 26. března 1996   | Lille OSC              |
| Marcus Thuram        | 6. srpna 1997     | EA Guingamp            |

### Rumunsko
Hlavní trenér:  Mirel Rădoi
| Jméno              | Datum narození   | Klub                      |
| Brankáři           | Brankáři         | Brankáři                  |
| ------------------ | ---------------- | ------------------------- |
| Andrei Radu        | 28. května 1997  | Janov CFC                 |
| Cătălin Căbuz      | 18. června 1996  | FC Hermannstadt           |
| Andrei Vlad        | 15. dubna 1999   | FCSB                      |
| Obránci            |                  |                           |
| Radu Boboc         | 24. dubna 1999   | FC Viitorul Konstanca     |
| Cristian Manea     | 9. srpna 1997    | CFR Kluž                  |
| Alex Pașcanu       | 28. září 1998    | Leicester City FC         |
| Ionuț Nedelcearu   | 25. dubna 1996   | FK Ufa                    |
| Adrian Rus         | 18. března 1996  | Sepsi OSK Sfântu Gheorghe |
| Virgil Ghiță       | 4. června 1998   | FC Viitorul Konstanca     |
| Florin Ștefan      | 9. května 1996   | Sepsi OSK Sfântu Gheorghe |
| Ricardo Grigore    | 7. dubna 1999    | FC Dinamo București       |
| Záložníci          |                  |                           |
| Dragoș Nedelcu     | 16. února 1997   | FCSB                      |
| Tudor Băluță       | 27. března 1999  | FC Viitorul Konstanca     |
| Alexandru Cicâldău | 8. července 1997 | CS Universitatea Craiova  |
| Vlad Dragomir      | 24. dubna 1999   | AC Perugia Calcio         |
| Andrei Ciobanu     | 18. ledna 1998   | FC Viitorul Konstanca     |
| Dennis Man         | 26. srpna 1998   | FCSB                      |
| Ianis Hagi         | 22. října 1998   | FC Viitorul Konstanca     |
| Darius Olaru       | 3. března 1998   | CS Gaz Metan Mediaș       |
| Florinel Coman     | 10. dubna 1998   | FCSB                      |
| Útočníci           |                  |                           |
| George Pușcaș      | 8. dubna 1996    | Palermo SSD               |
| Adrian Petre       | 11. února 1998   | Esbjerg fB                |
| Andrei Ivan        | 4. ledna 1997    | FK Krasnodar              |

### Chorvatsko
Hlavní trenér:  Nenad Gračan
| Jméno               | Datum narození     | Klub                     |
| Brankáři            | Brankáři           | Brankáři                 |
| ------------------- | ------------------ | ------------------------ |
| Ivo Grbić           | 18. ledna 1996     | NK Lokomotiva Zagreb     |
| Josip Posavec       | 10. března 1996    | HNK Hajduk Split         |
| Adrian Šemper       | 12. ledna 1998     | AC ChievoVerona          |
| Obránci             |                    |                          |
| Filip Uremović      | 11. února 1997     | FK Rubin Kazaň           |
| Borna Sosa          | 21. ledna 1998     | VfB Stuttgart            |
| Nikola Katić        | 10. října 1996     | Rangers FC               |
| Filip Benković      | 13. července 1997  | Celtic FC                |
| Branimir Kalaica    | 1. června 1998     | Benfica Lisabon          |
| Toni Borevković     | 18. června 1997    | Rio Ave FC               |
| Domagoj Bradarić    | 10. prosince 1999  | HNK Hajduk Split         |
| Marijan Čabraja     | 25. února 1997     | HNK Gorica               |
| Záložníci           |                    |                          |
| Ivan Šunjić         | 9. října 1996      | GNK Dinamo Záhřeb        |
| Nikola Vlašić       | 4. října 1997      | PFK CSKA Moskva          |
| Alen Halilović      | 18. června 1996    | Standard Lutych          |
| Luka Ivanušec       | 26. listopadu 1998 | NK Lokomotiva Zagreb     |
| Lovro Majer         | 17. ledna 1998     | GNK Dinamo Záhřeb        |
| Kristijan Bistrović | 9. dubna 1998      | PFK CSKA Moskva          |
| Toma Bašić          | 25. listopadu 1996 | FC Girondins de Bordeaux |
| Nikola Moro         | 12. března 1998    | GNK Dinamo Záhřeb        |
| Útočníci            |                    |                          |
| Josip Brekalo       | 23. června 1998    | VfL Wolfsburg            |
| Marin Jakoliš       | 26. prosince 1996  | FC Admira Wacker Mödling |
| Robert Murić        | 12. března 1996    | HNK Rijeka               |
| Sandro Kulenović    | 4. prosince 1999   | Legia Warszawa           |